# José Félix Fernández Estigarribia
José Félix Fernández Estigarribia (Asunción, 4 de febrero de 1941) es un abogado, político y diplomático paraguayo.

## Biografía
José Félix Fernández Estigarribia es abogado egresado de la Universidad Nacional de Asunción. Se desempeñó como ministro de Relaciones Exteriores en dos periodos: al inicio del gobierno de Luis González Macchi (6 de septiembre de 1999-15 de febrero de 2000) y durante la administración de Federico Franco.
Militante del Partido Liberal Radical Auténtico (PLRA), ejerció como diputado y senador. Además, ocupó el cargo de secretario general de la Asociación Latinoamericana de Integración (ALADI).